# Акжайик (футбольний клуб)
«Акжайик» — казахстанський футбольний клуб з Уральська. Матчі проводить на стадіоні імені Петра Атояна, що вміщає 8320 глядачів.

## Історія

### Колишні назви
- 1968—1992, 1994—1996 — Уралець
- 1993 — Уралець-АРМА
- 1997 — Жангир
- 1998 — Нарин
- 1999—2000, 2002—2003 — Батис
- 2001 — Тягала
- З 2004 — Акжайик

### Радянський період
У 1968—1969 рр. виступав у третьому за силою дивізіоні першості СРСР (тоді іменувався клас «Б»), в зоні «Казахстан», був середняком турніру, посівши відповідно 11-е і 12-е місця (в обох змаганнях брало участь по 21 команді).
У 1970 році «Уралець» після деяких змін у системі ліг опинився в 4-му по силі дивізіоні (який мав назву клас «Б», а третій за силою дивізіон змінив назву на друга група «А»). Там в тому сезоні він зайняв 14-е місце з 16-ти команд в зоні «Казахстан» і після цього на деякий час втратив статус команди майстрів, виступаючи в регіональних змаганнях.
У 1980—1982 роках «Уралець» знову виступав у третьому за силою дивізіоні (Другій лізі), в зонах для середньоазіатських команд. Всі три сезони клуб був одним з аутсайдерів (відповідно 16-е місце з 20-ти, 17-е з 19-ти і останнє з 19-ти).
В кінці 80-х клуб знову повернувся в загальносоюзні змагання, провів сезон-1989 у Другій (третій по силі) лізі, де зайняв 17-е місце з 18-ти команд, у 1990—1991 роках виступав у другій нижчій лізі (четвертій за силою), де зайняв відповідно 18-е і 17-е місця (в обох змаганнях взяло участь 19 команд).
У 1968—1970, 1980—1982, 1989—1991 — учасник 9 чемпіонатів СРСР (клас «Б» — 3, друга ліга — 6). У 326 матчах +69=58-199, м'ячі 257—578. В розіграшах Кубка СРСР участі не брав.

### Виступи на національному рівні
Після розпаду СРСР «Уралець» отримав місце у вищому дивізіоні чемпіонату Казахстану. Він виступав у лізі протягом перших трьох сезонів в її історії, не будучи в числі найсильніших команд.
У 1993 році змінив назву на «Уралець-АРМА». У сезоні-1994 клуб зайняв останнє, 16-е місце у вищій лізі і покинув її. У 1995 і 1997 роках виступав у першій (другій за силою) лізі (в 1996 році розіграшу першої ліги не проводився, даних про виступи клубу в тому році немає).
У 1998 році клуб змінив назву на «Нарин», знову виступав у вищій лізі, ставши головним аутсайдером сезону (останнє, 14-е місце, жодної перемоги, три нічиї та 23 поразки в 26 іграх).
У 2003—2004 роках клуб знову виступав у Вищій лізі, був виключений з числа учасників за недотримання трудових угод гравців.
У першості 2007 року зайняв 2-е місце в конференції «Південно-Захід» першої казахстанської ліги, грав у фіналі чотирьох, де зайняв останнє місце.
У 2009 році зайняв 2-е місце в Першій лізі і вийшов у Прем'єр-лігу (у стиковому матчі з рахунком 3:2 був обіграний клуб Прем'єр-ліги «Окжетпес», який, втім, також зберіг місце в лізі через виключення «Востока»). Також в сезоні-2009 «Акжайик» встановив рекорд відвідуваності у першій лізі — 5000 глядачів.
З сезону-2012 повернувся в Прем'єр-Лігу через збільшення складу ПЛ до 14 команд.
Фіналіст Кубку Казахстану з футболу 2022

## Українські гравці
У 2016-2018 роках за клуб виступав нападник Костянтин Дудченко.
У 2018 році за команду виступали воротар Євген Боровик, захисники Олександр Воловик, Юрій Путраш, півзахисники Ігор Худобяк, Андрій Ткачук, та Амбросій Чачуа, нападник Есеола Адерінсола Хабіб.
У 2018-2019 роках кольори клубу захищав захисник Сергій Басов.
У 2021 році футболки команди одягали воротар Сергій Літовченко, захисник Артем Барановський, нападники Микола Ковталюк та Олексій Чичиков.
У 2021-2022 році за клуб виступав захисник Віталій Приндета.
У березні 2022 року лави команди поповнив нападник Ігор Карпенко.
У квітні 2022 році контракт з клубом підписав півзахисник Максим Каленчук.
У червні 2022 року в клуб перейшов півзахисник Ілля Коваленко.